# Moloko
Moloko – brytyjski zespół muzyczny wykonujący muzykę elektroniczną z pogranicza gatunków, takich jak: house, dance, acid-jazz i downtempo. Zespół działał w latach 1994-2003.

## Historia
Zespół powstał w 1994 roku w Sheffield w Wielkiej Brytanii. Nazwa zespołu nawiązuje bezpośrednio do rosyjskiego słowa молоко (pol. mleko). Wówczas jeszcze nie śpiewająca Róisín Murphy zagadała na przyjęciu Marka Brydona pytaniem: Podoba Ci się mój obcisły sweter? (ang. "Do you like my tight sweater? See how it fits my body"). Brydon był już doświadczonym producentem muzycznym. Niedługo potem, już w 1995 roku, pojawiła się ich pierwsza wspólna płyta, Do You Like My Tight Sweater? wydana przez Roadrunner Records. Była ona dość trudno przystępna dla przeciętnego słuchacza, ze względu na mroczny klimat i koncentrację na dźwiękach elektronicznych. Zdołała jednak wejść na listę najlepiej sprzedających się albumów w Wielkiej Brytanii, gdzie doszła do 92. miejsca.
Kolejną pozycją w ich karierze była płyta I Am Not a Doctor (1998), ale przełom stanowiła dopiero popowa Things to Make and Do (2000), rozsławiona remiksem piosenki "Sing It Back", stworzonym przez DJ-a Borisa Dlugoscha oraz hitem "The Time Is Now", który dotarł do 2. miejsca listy przebojów w UK, stając się tam największym sukcesem komercyjnym grupy wśród singli. Ostatnia płyta, Statues (2003), która spotkała się z pozytywnym przyjęciem krytyków i słuchaczy, to już dzieło o charakterze pop-rockowym. Po nagraniu albumu w 2003, działanie zespołu zostało zawieszone. Jak twierdzi sama Murphy, Moloko nie zostało rozwiązane, aczkolwiek nie zanosi się w najbliższym czasie na to, by powstać miała nowa płyta. W 2005 wokalistka zespołu nagrała solową płytę Ruby Blue. W czerwcu 2006 roku ukazała się składanka pt. Catalogue, zawierająca trzynaście największych hitów zespołu.

## Dyskografia

### Albumy
| Rok                            | Tytuł                         | Pozycja na liście | Pozycja na liście | Pozycja na liście | Pozycja na liście | Pozycja na liście | Pozycja na liście | Certyfikat                                              |
| Rok                            | Tytuł                         | UK                | NLD               | CHE               | AUT               | BEL               | FIN               | Certyfikat                                              |
| ------------------------------ | ----------------------------- | ----------------- | ----------------- | ----------------- | ----------------- | ----------------- | ----------------- | ------------------------------------------------------- |
| 1995                           | Do You Like My Tight Sweater? | 92                | –                 | –                 | –                 | –                 | –                 |                                                         |
| 1998                           | I Am Not a Doctor             | 64                | –                 | 45                | 30                | –                 | –                 |                                                         |
| 2000                           | Things to Make and Do         | 3                 | 66                | 25                | 21                | 6                 | 26                | - BPI: Platyna (330,000+)                               |
| 2003                           | Statues                       | 18                | 28                | 26                | 19                | 1                 | 12                | - BPI: Srebro (70,000+) - IFPI Belgia: Złoto (100,000+) |
| "—" pozycja nie była notowana. |                               |                   |                   |                   |                   |                   |                   |                                                         |

### Remiksy i kompilacje
| 2001                           | All Back to the Mine | 149 | –  | 41 |
| 2006                           | Catalogue            | –   | 65 | 10 |
| "—" pozycja nie była notowana. |                      |     |    |    |

### Albumy koncertowe
| 2004                           | 11,000 Clicks | 9 |
| "—" pozycja nie była notowana. |               |   |

### Single
| Rok                            | Tytuł                                      | Pozycja na liście | Pozycja na liście | Pozycja na liście | Pozycja na liście | Pozycja na liście | Pozycja na liście | Pozycja na liście |
| Rok                            | Tytuł                                      | UK                | BEL               | AUT               | CHE               | NLD               | FRA               | AUS               |
| ------------------------------ | ------------------------------------------ | ----------------- | ----------------- | ----------------- | ----------------- | ----------------- | ----------------- | ----------------- |
| 1995                           | "Where Is the What If the What Is in Why?" | –                 | –                 | –                 | –                 | –                 | –                 | –                 |
| 1995                           | "The Moloko EP"                            | –                 | –                 | –                 | –                 | –                 | –                 | –                 |
| 1996                           | "Dominoid"                                 | 65                | –                 | –                 | –                 | –                 | –                 | –                 |
| 1996                           | "Fun For Me"                               | 36                | –                 | –                 | –                 | –                 | –                 | –                 |
| 1996                           | "Day for Night"                            | –                 | –                 | –                 | –                 | –                 | –                 | –                 |
| 1998                           | "The Flipside"                             | 53                | –                 | –                 | –                 | –                 | –                 | –                 |
| 1998                           | "Sing It Back"                             | 45                | –                 | –                 | –                 | –                 | –                 | –                 |
| 1999                           | "Sing It Back" (Remix)                     | 4                 | 26                | –                 | 18                | 24                | 35                | 20                |
| 2000                           | "The Time Is Now"                          | 2                 | 15                | –                 | 41                | 46                | –                 | 36                |
| 2000                           | "Pure Pleasure Seeker"                     | 21                | –                 | –                 | –                 | –                 | –                 | –                 |
| 2000                           | "Indigo"                                   | 51                | –                 | –                 | –                 | –                 | –                 | –                 |
| 2003                           | "Familiar Feeling"                         | 10                | 29                | 59                | 84                | 100               | –                 | 46                |
| 2003                           | "Forever More"                             | 17                | 26                | –                 | –                 | 77                | –                 | –                 |
| 2003                           | "Cannot Contain This"                      | 97                | –                 | –                 | –                 | –                 | –                 | –                 |
| 2005                           | "A Style Suite"                            | –                 | –                 | –                 | –                 | –                 | –                 | –                 |
| "—" pozycja nie była notowana. |                                            |                   |                   |                   |                   |                   |                   |                   |

## Nagrody i wyróżnienia
- "Best International Live Act" – TMF Awards 2004